# Jean-Simon Desgagnés
Jean-Simon Desgagnés, né le 26 juillet 1998 à Québec, est un athlète canadien, spécialiste du 3 000 m steeple.

## Biographie
Jean-Simon Desgagnés participe à sa première compétition internationale lors des championnats du monde de cross-country 2017 à Kampala, où il terminé 65e chez les moins de 20 ans dans un temps de 26 min 42 s. En juillet de la même année, il remporte le 3 000 m steeple aux championnats panaméricains juniors à Trujillo en 8 min 56 s 57.

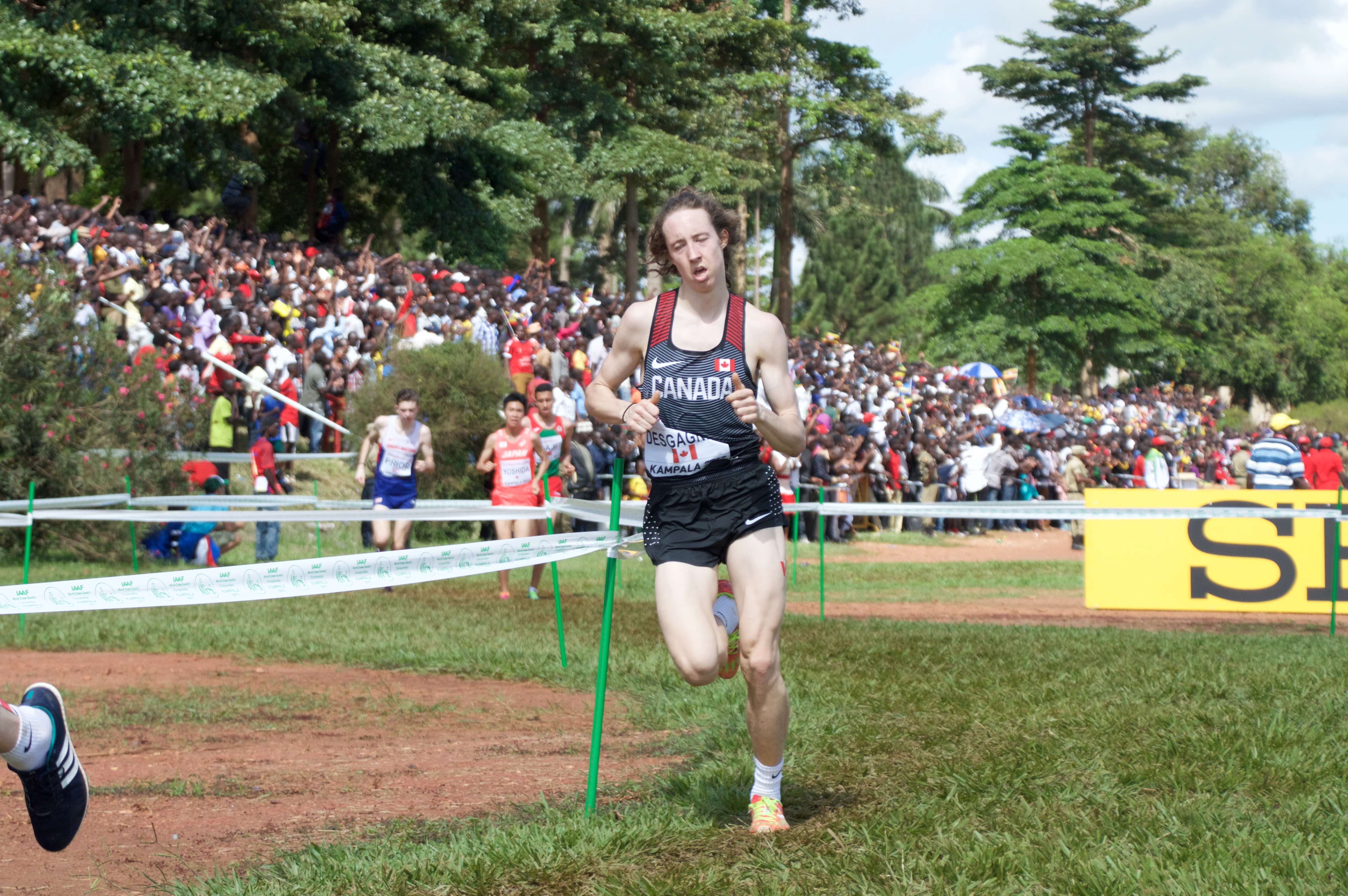
Jean-Simon Desgagnés, Kampala, 2017

En 2019, il remporte la médaille de bronze aux Universiades d'été de Naples en 8 min 36 s 20 derrière les Sud-Africains Rantso Mokopane et Ashley Smith, après que le vainqueur initial Mounaime Sassioui a été déchu de sa médaille d'or pour dopage.
En 2022, il est éliminé des championnats du monde à Eugene avec un temps de 8 min 40 s 90. Il remporte ensuite la médaille de bronze aux championnats NACAC à Freeport avec un temps de 8 min 33 s 25 derrière les Américains Evan Jager et Duncan Hamilton. L'année suivante, il prend la huitième place de la finale aux championnats du monde à Budapest, avant de remporter la médaille d'or aux Jeux panaméricains de Santiago en 8 min 30 s 14.

### Palmarès
| Date | Compétition           | Lieu     | Résultat | Épreuve         | Temps         |
| ---- | --------------------- | -------- | -------- | --------------- | ------------- |
| 2019 | Universiades          | Naples   | 3e       | 3 000 m steeple | 8 min 36 s 20 |
| 2022 | Championnats NACAC    | Freeport | 3e       | 3 000 m steeple | 8 min 33 s 25 |
| 2023 | Championnats du monde | Budapest | 8e       | 3 000 m steeple | 8 min 15 s 58 |
| 2023 | Jeux panaméricains    | Santiago | 1er      | 3 000 m steeple | 8 min 30 s 14 |
| 2024 | Jeux olympiques       | Paris    | 13e      | 3 000 m steeple | 8 min 19 s 31 |

### Records
| Épreuve         | Performance   | Lieu  | Date           |
| --------------- | ------------- | ----- | -------------- |
| 3 000 m steeple | 8 min 13 s 11 | Paris | 7 juillet 2024 |